# Otto Schweizer (Fußballspieler)

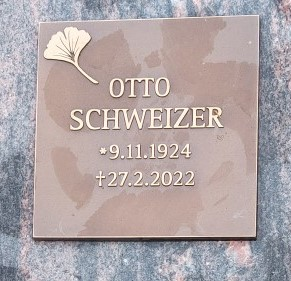
Grabstätte Otto Schweizer, Friedhof München-Riem

Otto Schweizer (* 9. November 1924 in München; † 27. Februar 2022) war ein deutscher Fußballspieler. Er kam zehn Jahre lang ausschließlich für den FC Bayern München in der höchsten deutschen Spielklasse zum Einsatz.

## Leben
Otto Schweizer trat dem FC Bayern München im Januar 1939 als 14-Jähriger bei, spielte zunächst in der Jugend des Vereins und war anschließend für die erste Mannschaft aktiv; zunächst in der Sportbereichsklasse Bayern, ab 1945 – nach dem Ende des Zweiten Weltkrieges – in der neu geschaffenen Oberliga Süd, der seinerzeit höchsten deutschen Spielklasse. Für den FC Bayern München kam er neben den Gauligaspielen auch einmal im Spiel um den Tschammerpokal, den damaligen nationalen Vereinspokal-Wettbewerb, zum Einsatz. In der 1. Schlussrunde unterlag er mit der Mannschaft am 22. August 1943 beim BC Augsburg mit 0:3.
In der Oberliga Süd bestritt er bis zum Ende der Saison 1952/53 186 Punktspiele und erzielte 38 Tore für den FC Bayern. Sein Debüt in dieser Spielklasse bestritt er am 11. November 1945 (2. Spieltag) beim 2:2 im Heimspiel gegen den TSV Schwaben Augsburg. Als Dritter der Saison 1948/49 qualifizierte er sich mit der Mannschaft für die Teilnahme an der 2. Qualifikationsrunde zur Endrunde um die Meisterschaft 1948/49. Gegen den FC St. Pauli, den Zweiten der Oberliga Nord, endete das Spiel am 5. Juni 1949 im Eilenriedestadion zu Hannover mit 1:1 nach Verlängerung und machte ein Wiederholungsspiel notwendig, das er mit der Mannschaft einen Tag später an gleicher Stätte mit 0:2 verlor.
Zeitweise war er auch Mannschaftskapitän gewesen.
Auch nach seiner aktiven Laufbahn blieb Schweizer dem FC Bayern verbunden. In den 1960er Jahren war er einige Monate lang dritter Vorsitzender des Vereins und von 2004 bis 2016 Mitglied des Ehrenrats. Seit 2018 hatte er beim FC Bayern München die Mitgliedsnummer 1.
Am 27. Februar 2022 verstarb Otto Schweizer im Alter von 97 Jahren.